# Niko Koskinen
Niko Koskinen (ur. 14 lipca 1996) – fiński lekkoatleta specjalizujący się w skoku o tyczce.
W 2015 sięgnął po srebro juniorskich mistrzostw Europy w Eskilstunie.
Reprezentant Finlandii w meczach międzypaństwowych.
Rekordy życiowe: stadion – 5,37 (24 lipca 2016, Oulu); hala – 5,41 (6 marca 2016, Helsinki).

## Osiągnięcia
| Rok  | Impreza                               | Miejsce    | Pozycja           | Wynik |
| ---- | ------------------------------------- | ---------- | ----------------- | ----- |
| 2013 | Mistrzostwa świata juniorów młodszych | Donieck    | el. – 14. miejsce | 4,70  |
| 2015 | Mistrzostwa Europy juniorów           | Eskilstuna | 2. miejsce        | 5,35  |